# Supercoupe de Belgique de football 2002
La Supercoupe de Belgique 2002 est un match de football qui a été joué le 3 août 2002, entre le vainqueur du championnat de division 1 belge 2001-2002, le KRC Genk et le vainqueur de la coupe de Belgique 2001-2002, le FC Bruges. Le FC Bruges remporte le match 0-2. C'est la dixième Supercoupe pour le club.

## Feuille de match
| Titulaires : |  |
| |  |
| GK 1 Jan Moons · RB 18 Kevin Vanbeuren · CB 2 Igor Tomašic 77e · CB 4 Didier Zokora · LB 13 Akram Roumani · DM 14 Bernd Thijs 88e · RM 12 Thomas Chatelle 77e · LM 20 Koen Daerden · OM 10 Josip Skoko · RF 9 Moumouni Dagano · LF 8 Wesley Sonck · |  |
| Remplaçants : |  |
| CM 22 Justice Wamfor 77e · CB 23 Vincent Euvrard 88e · CF 30 Takayuki Suzuki 77e · |  |
| Entraîneur : |  |
| Sef Vergoossen |  |

| Titulaires : |  |
| |  |
| GK 23 Stijn Stijnen · RB 25 Hans Cornelis · CB 26 Birger Maertens · CB 6 Philippe Clement · LB 10 Bratislav Ristić · DM 27 Karel Geraerts · RM 2 Olivier De Cock 80e · LM 16 Sergiy Serebrennikov 46e · OM 21 Ebrima Ebou Sillah 76e 82e · LF 11 Sandy Martens 75e · RF 24 Tim Smolders · |  |
| Remplaçants : |  |
| LM 15 Aminu Sani 82e · CM 14 Nastja Ceh 46e · CF 17 José Filho Duarte 75e · |  |
| Entraîneur : |  |
| Trond Sollied |  |

| Titulaires : |  |
| |  |
| GK 1 Jan Moons · RB 18 Kevin Vanbeuren · CB 2 Igor Tomašic 77e · CB 4 Didier Zokora · LB 13 Akram Roumani · DM 14 Bernd Thijs 88e · RM 12 Thomas Chatelle 77e · LM 20 Koen Daerden · OM 10 Josip Skoko · RF 9 Moumouni Dagano · LF 8 Wesley Sonck · |  |
| Remplaçants : |  |
| CM 22 Justice Wamfor 77e · CB 23 Vincent Euvrard 88e · CF 30 Takayuki Suzuki 77e · |  |
| Entraîneur : |  |
| Sef Vergoossen |  |

| Titulaires : |  |
| |  |
| GK 23 Stijn Stijnen · RB 25 Hans Cornelis · CB 26 Birger Maertens · CB 6 Philippe Clement · LB 10 Bratislav Ristić · DM 27 Karel Geraerts · RM 2 Olivier De Cock 80e · LM 16 Sergiy Serebrennikov 46e · OM 21 Ebrima Ebou Sillah 76e 82e · LF 11 Sandy Martens 75e · RF 24 Tim Smolders · |  |
| Remplaçants : |  |
| LM 15 Aminu Sani 82e · CM 14 Nastja Ceh 46e · CF 17 José Filho Duarte 75e · |  |
| Entraîneur : |  |
| Trond Sollied |  |